# Стадион Нижњи Новгород
Стадион Нижњи Новгород (рус. Стадион Нижний Новгород) фудбалски је стадион у граду Нижњи Новгород, у Нижегородској области Руске Федерације. Наменски је изграђен за потребе Светског првенства у фудбалу 2018. чији домаћин је Русија. Грађен је од краја 2015. до краја 2017, а трошкови градње износили су 17,9 милијарди руских рубаља. Предвиђени капацитет стадиона је 45.331 седећих места, укључујући и 902 места намењена особама са посебним потребама.
Укупна површина објекта је 127.500 м². Стадион је изграђен на једном од најлепших локалитета у граду Нижњем Новгороду, на месту где се река Ока улива у Волгу (место локално познато као Стрелка).

## Опште чињенице о стадиону
Укупна пројектована површина зграде стадиона износи 127.500 м².
Капацитет стадиона је 45.000 места, укључујући и 902 места за особе са инвалидитетом заједно са њиховом пратњом. Очекује се да ће након завршетка турнира, стадион бити коришћен за домаће утакмице ФК Олимијетс Нижњи Новгород у руској фудбалској Премијер лиги.
У пролеће 2017. гувернер Валериј Шанцев је предложио да се стадион користи и за такмичења у другим спортовима, као и за друге важне догађаје и концерте.

## Изградња
Крајем 2014. године, Министарство спорта Руске Федерације потписало је уговор са ОАО Стројтрансгаз за изградњу стадиона у вредности од 16,756 милијарди рубаља за површину од 21,6 хектара. Укупни процењени трошкови стадиона - грађевински, инсталациони радова генералног извођача радова и трошкови дизајна, износи 17,9 милијарди рубаља.
Радови на изградњи стадиона "Нижњи Новгород" започели су 2015. године.
До краја 2015. године, ЈСЦ Стројтрансгаз је извршио главне активности припремне фазе радова и део радова главног грађевинског периода - ископавања, инсталације шипова и постављање монолитне подлоге. Почело је подизање монолитних објеката првог спрата стадиона и зграде за улаз.
У 2016. години завршени су основни бетонски радови - постављени су сви спратови стадиона и платформе горњег слоја. До краја 2016. године, извођач радова је поставио металне конструкције изнад трибуне - нешто више од 50% укупног покривања стадиона.
Завршетак градње се приближавао током 2017. године, постављене су челичне конструкције, бетониран је нижи слој и надвожњак за пешаке. Према условима уговора, очекиван крај радова на изградњи и инсталацији је децембар 2017.
Јула 2017. године стадион је почео да сеје травњак. За сејање, изабрано је неколико сорти траве травњака „Риграс”. У подножју травњака постављени су рубови и песак, који су успешно тестирани у Шкотској. Два месеца касније, када се формира коренски систем травњака, сеје се са полимерним нитима.

## ФИФА Светско првенство 2018
| Датум         | Време | Тим #1     | Резултат         | Тим #2       | Група         | Број посетилаца |
| ------------- | ----- | ---------- | ---------------- | ------------ | ------------- | --------------- |
| 18. јун 2018. | 14:00 | Шведска    | 1 : 0            | Јужна Кореја | Група Ф       | 42.300          |
| 21. јун 2018. | 20:00 | Аргентина  | 0 : 3            | Хрватска     | Група Д       | 43.319          |
| 24. јун 2018. | 14:00 | Енглеска   | 6 : 1            | Панама       | Група Г       | 43.319          |
| 27. јун 2018. | 20:00 | Швајцарска | 2 : 2            | Костарика    | Група Е       | 43.319          |
| 1. јул 2018.  | 20:00 | Хрватска   | 1 : 1 (3:2 пен.) | Данска       | Осмина финала | 40.851          |
| 6. јул 2018.  | 16:00 | Уругвај    | 0 : 2            | Француска    | Четвртфинале  | 43.319          |